# 23 (číslo)
Dvacet tři je přirozené číslo. Následuje po číslu dvacet dva a předchází číslu dvacet čtyři. Řadová číslovka je dvacátý třetí nebo třiadvacátý. Římskými číslicemi se zapisuje XXIII.

## Matematika
Dvacet tři je
- Deváté prvočíslo a první liché prvočíslo, které není prvočíselnou dvojicí
- Páté prvočíslo Sophie Germainové
- Jedno z mála prvočísel, které mají tu vlastnost, že součet prvních x (23) prvočísel je dělitelný číslem x (874 je dělitelné 23)
- Počet náhodně vybraných lidí ve skupině, ve které je podle narozeninového problému více než 50% šance, že dva členové mají narozeniny ve stejný den
- Počet Hilbertových problémů

## Chemie
- 23 je atomové číslo vanadu
- 23 nukleonové číslo stabilního izotopu sodíku

## Ostatní
- Žalm 23 je nejspíše nejvíce citovaným žalmem
- Standardní port pro telnet
- 23 je německý film o hackerovi Karlu Kochovi
- Číslo 23 je film s Jimem Carreyem
- Tank číslo 23
- Číslo na dresu Michaela Jordana, když působil v týmu Chicago Bulls
- 23 ranami byl zavražděn Gaius Julius Caesar

## Roky
- 23
- 23 př. n. l.